# 盛熙明
盛熙明（生卒年不明，约生于1281~1283年间，卒于1347~1350年间），号玄一山人，是元代的书法家、学者，著有《法书考》、《图画考》、《普陀洛伽山考》。据陶宗仪的《书史会要》，盛熙明其先为曲先人（今库车），后移居南昌，善于书画，而且“能通六国书”。
盛熙明精通本族语言文字，又深受汉族文化熏陶。史称其“清修谨饬，笃学多材。工翰墨，亦能通六国书”。曾任宿卫之夏官之属（掌军政、军械），后任奎章阁书史。至元二十一年（1284年），盛熙明将其所作的《法书考》进献给忽必烈。其交游对象多为朝廷重臣，预修《经世大典》。晚年定居浙东，既书写金字佛经，为佛教圣地补陀洛迦山修传，又笃信道教，自号玄一山人，集佛、道、儒于一身。一说约至正二十三年（1363年）以后去世。所著《法书考》共八卷，主要研究汉字书法，并对梵文和蒙古新字（八思巴字）作了介绍。《图画考》七卷，将前代有关绘画的论述，分门别类，编辑成书。
目前北京故宫博物院藏有其至正十四年（1354年）的行书作品“跋《赵孟頫杂书三段卷》”。